# Stomp 442
Stomp 442 ist das siebte Studioalbum der amerikanischen Thrash-Metal-Band Anthrax. Es erschien im Oktober 1995 via Elektra Records und konnte sich im Gegensatz zu den vorangegangenen Alben in Europa nur in den britischen Albumcharts auf Platz 77 und den finnischen Albumcharts auf Platz 36 platzieren, in den Billboard 200 erreichte es Platz 47.

## Wissenswertes
Nach Abschluss einer Tournee und der Trennung von ihrem Manager Jon Zazula begann die Band im Oktober 1994 mit dem Songwriting. Kurz nach Beginn der Studioaufnahmen im Frühjahr 1995 verließ Gitarrist Dan Spitz auf Anraten seiner Bandkollegen Anthrax, weil er sich nach ihrer Meinung nicht mehr ausreichend für die Band engagierte. Seine Gitarrenaufnahmen wurden im Studio von Schlagzeuger Charlie Benante, Dimebag Darrell (Pantera) und dem Gitarren-Roadie Paul Crook übernommen. Als Produzenten fungierten die Brüder Joe und Phil Nicolo unter dem Pseudonym Butcher Brothers, die bereits für Cypress Hill, Aerosmith und Urban Dance Squad tätig waren. Das Plattencover zeigt eine aus Schrott geformte kugelförmige Skulptur. Der ausführende Künstler Storm Thorgerson verwendete dafür ausschließlich Teile von amerikanischen Autos, weil es sich bei Anthrax um eine amerikanische Band handelt. Die Skulptur hatte die Größe eines Hauses.
Nach einer Promotionkampagne mit Radiointerviews und der Veröffentlichung von Fueled als Promo im September 1995 erschien das Album im Oktober. Im November 1995 ging Anthrax mit den Support-Bands Life of Agony und Deftones auf Tour. Das Album erwies sich als nicht so erfolgreich wie von dem Majorlabel Elektra erhofft, es verkaufte sich in den USA lediglich 100.000 mal. Das Label machte daraufhin kaum noch Werbung für das Album und verweigerte die weitere finanzielle Unterstützung der Tournee, sodass sich beide Parteien einigten, den bestehenden Plattenvertrag aufzulösen.
Im Jahr 2003 veröffentlichte das deutsche Label Nuclear Blast das Album neu, als Bonustracks waren die Musikvideos zu Fueled und Nothing enthalten.

## Titelliste
1. Random Acts of Senseless Violence – 4:02
2. Fueled – 4:02
3. King Size – 3:58
4. Riding Shotgun – 4:25
5. Perpetual Motion – 4:18
6. In a Zone – 5:06
7. Nothing – 4:33
8. American Pompeii – 5:30
9. Drop the Ball – 4:59
10. Tester – 4:21
11. Bare – 5:29

## Kritiken
Stephen Thomas Erlewine von AllMusic sieht in dem Album die Fortsetzung des Abwärtstrends und führt dies zum Teil auf das Fehlen langjähriger Bandmitglieder wie Joey Belladonna und Dan Spitz zurück. Statt die Band neu auszurichten, zeige das Album Unsicherheit darüber, in welche Richtung die Band sich entwickeln wolle. Die „harten Riffs, das donnernde Schlagzeug oder die Hip-Hop-Experimente“ zündeten nicht mehr, das Album sei eine Enttäuschung für die Anhänger der Band. Thomas Kupfer vom Rock Hard hingegen bescheinigt dem Album „das Potential …, zu einem Klassiker des Thrash-Metiers zu werden“, die Gitarrenriffs und der Gesang von John Bush ergänzen sich perfekt. Das Musikmagazin Kerrang! nennt Stomp 442 „über weite Strecken glanzlos und langweilig“, das Albumcover ohne das traditionelle Bandlogo sei ein Symbol für den fehlenden Charakter des Albums. Das Online-Magazin Satan Stole my Teddybear sieht in dem Album nach dem schwachen Vorgänger Sound of White Noise eine langsame Rückbesinnung auf die Stärken der Band. Leider könne das Album über weite Strecken die Qualität von Titeln wie Random Acts of Senseless Violence und Fueled nicht halten, den Melodien fehle es an der nötigen Kraft, die Lieder voranzutreiben. Alles in allem sei das Album zwar glanzlos, bilde aber den Grundstein für das Schaffen der Band in den 1990er Jahren.